# Regenwouden van Nieuw-Caledonië
De Regenwouden van Nieuw-Caledonië zijn regenwouden, waarmee de eilanden van Nieuw-Caledonië deels zijn bedekt. De ecoregio omvat de oostkant van Grand Terre, het bergachtige hoofdeiland van Nieuw-Caledonië, evenals de kleinere Loyaliteitseilanden in het oosten en het Île des Pins ten zuiden van Grand Terre. De ecoregio heeft een oppervlakte van 14.600 vierkante kilometer.

## Locatie
Nieuw-Caledonië is gelegen in het zuidwestelijke deel van de Stille Oceaan, ongeveer 1.200 kilometer ten noordoosten van Australië en 1.500 kilometer ten noordwesten van Nieuw-Zeeland. Het belangrijkste eiland van Nieuw-Caledonië is Grande Terre, een van noord naar zuid lopend langwerpig eiland met een oppervlakte van 16.372 vierkante kilometer. Rondom dit eiland bevinden zich nog een aantal naburige eilanden. Veel van deze eilanden zijn van vulkanische oorsprong, maar Grande Terre is een stuk van het oude Gondwanaland. 
De bodemsgesteldheid van Grande Terre is zeer divers, zo bestaat een derde van het eiland uit ultramafisch gesteente. Zowel de geïsoleerde ligging van het eiland als de bodemsgesteldheid hebben geleid tot een bijzondere en gevarieerde plantengroei. Het eiland Grande Terre is het enige eiland van Nieuw-Caledonië dat een bergketen bevat. De bergketen loopt door het midden van het eiland en heeft vijf pieken van meer dan 1500 meter hoogte. De bodems van de Loyaliteitseilanden ten oosten van Grande Terre en het eiland Île des Pins ten zuiden van Grande Terre bestaan grotendeels uit kalksteen.

## Klimaat
De regenval in Nieuw-Caledonië is sterk afhankelijk van het seizoen. De regens worden gebracht door passaatwinden, die meestal uit het oosten komen. Gemiddelde valt er jaarlijks aan neerslag op de Loyaliteitseilanden ongeveer 1.500 millimiter. In het laaggelegen oostelijke deel van Grande Terre valt 2.000 millimeter en op grote hoogten valt tussen de 2.000 en 4.000 millimeter. Het westen van Grande Terre ontvangt veel minder neerslag, dit vanwege het orografische karakter van het weer van dit eiland. Dit deel van Nieuw-Caledonië maakt de ecoregio droge bossen van Nieuw-Caledonië uit.

## Flora

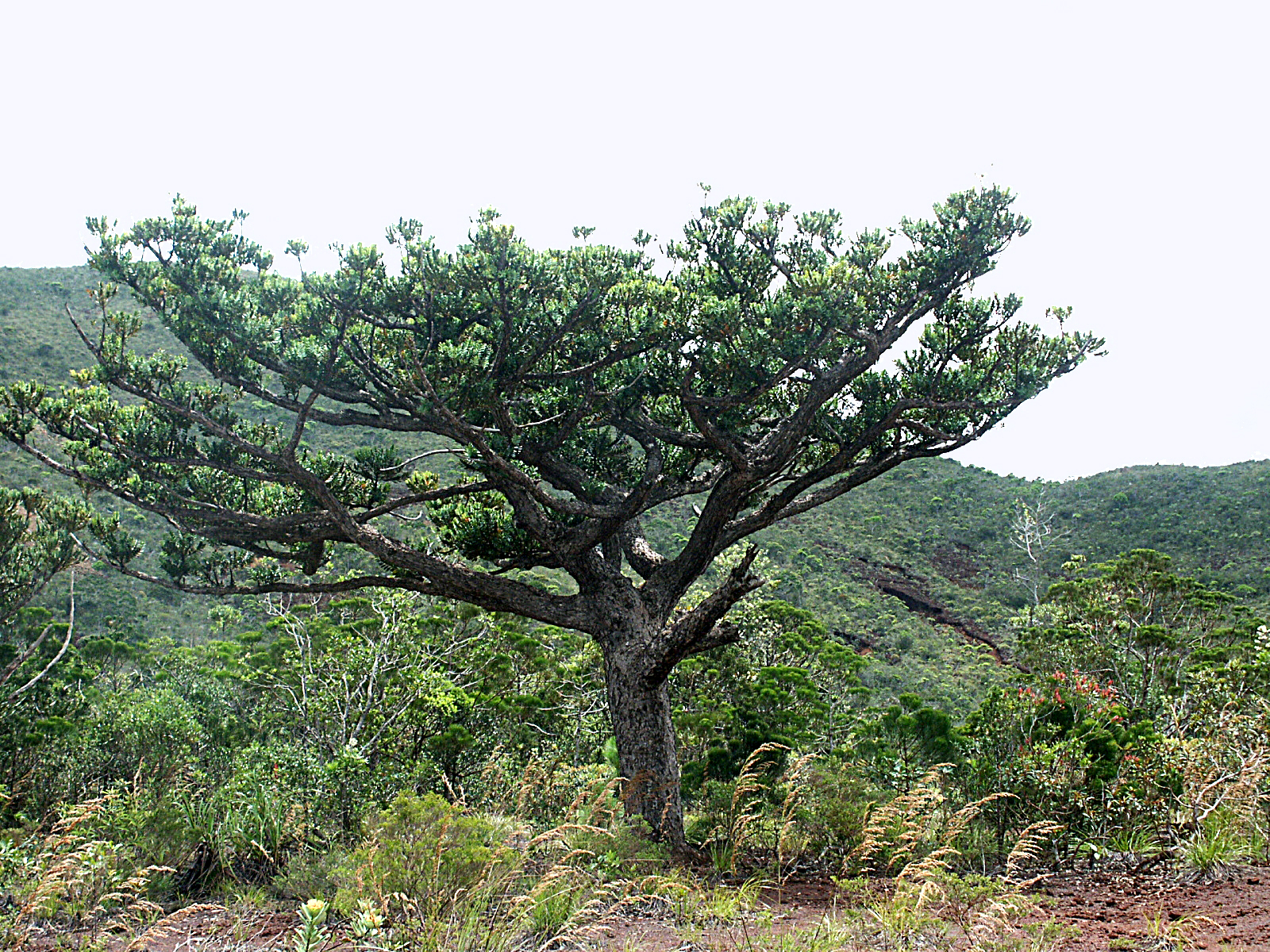
Agathis ovata

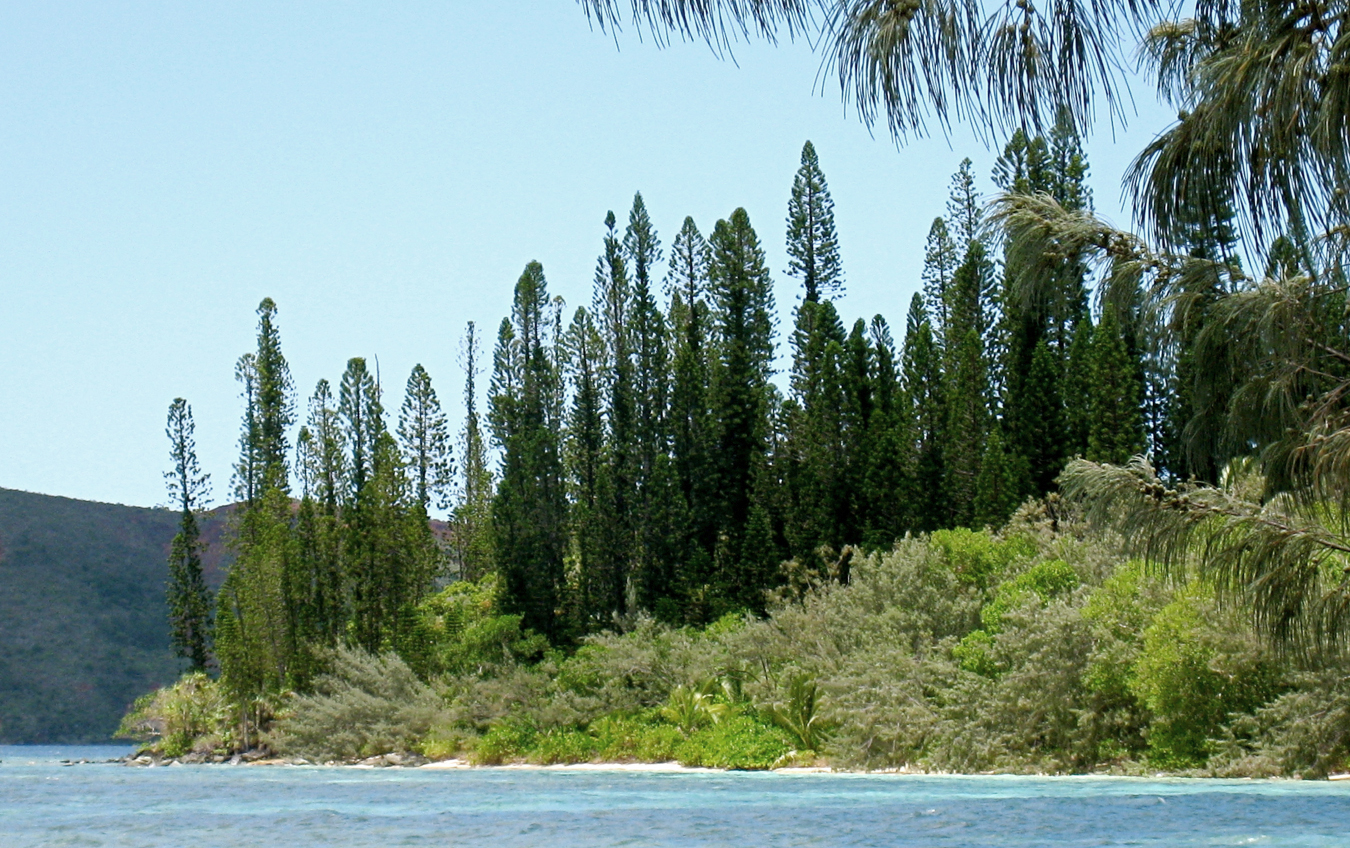
Bossen met Araucaria columnaris

De vochtige tropische regenwouden worden meestal onderverdeeld in de laaglandregenwouden van de Loyaliteitseilanden en Grande Terre, de bergbossen van Grande Terre en de natte maquisbossen van Grande Terre. In de laaglandregenwouden overheersen naaktzadige boomsoorten, zoals de Agathis lanceolata, Agathis ovata, Araucaria columnaris, Araucaria bernieri, Dacrydium araucarioides, Dacrycarpus vieillardii en Falcatifolium taxoides. Belangrijke bedektzadige bomen zijn Montrouziera cauliflora, Calophyllum neocaledonicum, soorten uit het geslacht Macrochiton, Neogullauminia cleopatra, Hernandia cordigera en soorten uit de geslachten Kermadecia, Macadamia en Sleumerodendron. In hoger gelegen gedeelten domineren soorten uit de geslachten Araucaria, Callistemon en Nothofagus.
In de montane bossen komen boomsoorten voor uit de geslachten Araucaria, Agathis, Podocarpus, Dacrydium, Libocedrus, Acmopyle, Metrosideros, Weinmannia, Quintinia en Nothofagus. In de unieke maquisbossen domineren vooral soorten uit het geslacht Araucaria.

## Fauna
Op Grande Terre komen 9 soorten zoogdieren voor. Dit zijn vleermuizen, waarvan 6 soorten endemische of bijna endemisch zijn. Verder komen er ook 68 soorten hagedissen voor, waar er 60 soorten van endemisch zijn. Deze komen uit de families Gekkonidae, Diplodactylidae, (gekko's) en Scincidae (skinks).